# Mörttjärnen (Jokkmokks socken, Lappland, 732421-169273)
Mörttjärnen är en sjö i Jokkmokks kommun i Lappland och ingår i Piteälvens huvudavrinningsområde.